# Se bastasse una canzone
Se bastasse una canzone је пјесма Ероса Рамацотија написана заједно са Пиером Касаном и Аделиом Кољатијем 1990. године. То је први сингл са албума „In ogni senso“. 
У овој пјесми римски пјевач упућује вапај ка онима који пате и сањају једно боље човјечанство. Сингл је одмах доживио огроман успјех и постао је једно од најважнијих дијела Ероса Рамацотија. Ова је пјесма, у измијењеној верзији,  касније уврштена у колекцију највећих хитова под називом „Ерос“ из 1997. године.
У јуну 1998. Рамацоти је учествовао на концерту Павароти и Пријатељи баш са овом пјесмом, и извео ју је заједно са тенором  Лучаном Паваротијем.
2006. је издана обрада ове пјесме у извођењу Невија Пасара, а ту је и верзија у извођењу Хавијера Занетија, капитена Интера, која је емитована на SKY телевизији у склопу њиховог документарца о његовој каријери у Интеру.

## Песме
1. „“ - 4:23
2. „“ - 4:24